# Technomyrmex elatior
Technomyrmex elatior är en myrart som beskrevs av Auguste-Henri Forel 1902. Technomyrmex elatior ingår i släktet Technomyrmex och familjen myror. Inga underarter finns listade i Catalogue of Life.